# Imangali Tasmagambetov
Imangali Nurgalievici Tasmagambetov (kazahă Иманғали Нұрғалиұлы Тасмағамбетов; rusă Имангали Нургалиевич Тасмагамбетов) (n. 9 decembrie 1956, Hamit Erğaliev auyly⁠(d), Qamysqala auyldyq okrugı⁠(d), RSS Kazahă, URSS) este  akimul (primar) curent al orașului Astana, Kazahstan. Din decembrie 2004 până în aprilie 2008 el a fost akimul orașului Almatî. Înainte de aceasta, din 28 ianuarie 2002 până pe 11 iunie 2003, el a fost prim-ministrul Kazahstanului.
Tasmaghambetov a declarat că a demisionat după ce a aflat despre falsificarea unui vot de încredere pozitiv în administrația sa, care a fost adoptată la 19 mai 2003. Demisia sa a dus la concedierea tuturor membrilor cabinetului său, în conformitate cu Constituția Kazahstanului.
Președintele Kazahstanului, Nursultan Nazarbaev l-a înlocuit pe Tasmaghambetov cu guvernatorul provinciei Pavlodar, Danial Ahmetov pe 13 iunie 2003. Ahmetov a promis să mențină multe dintre politicile duse de Tasmaghambetov.